# Trucada selectiva

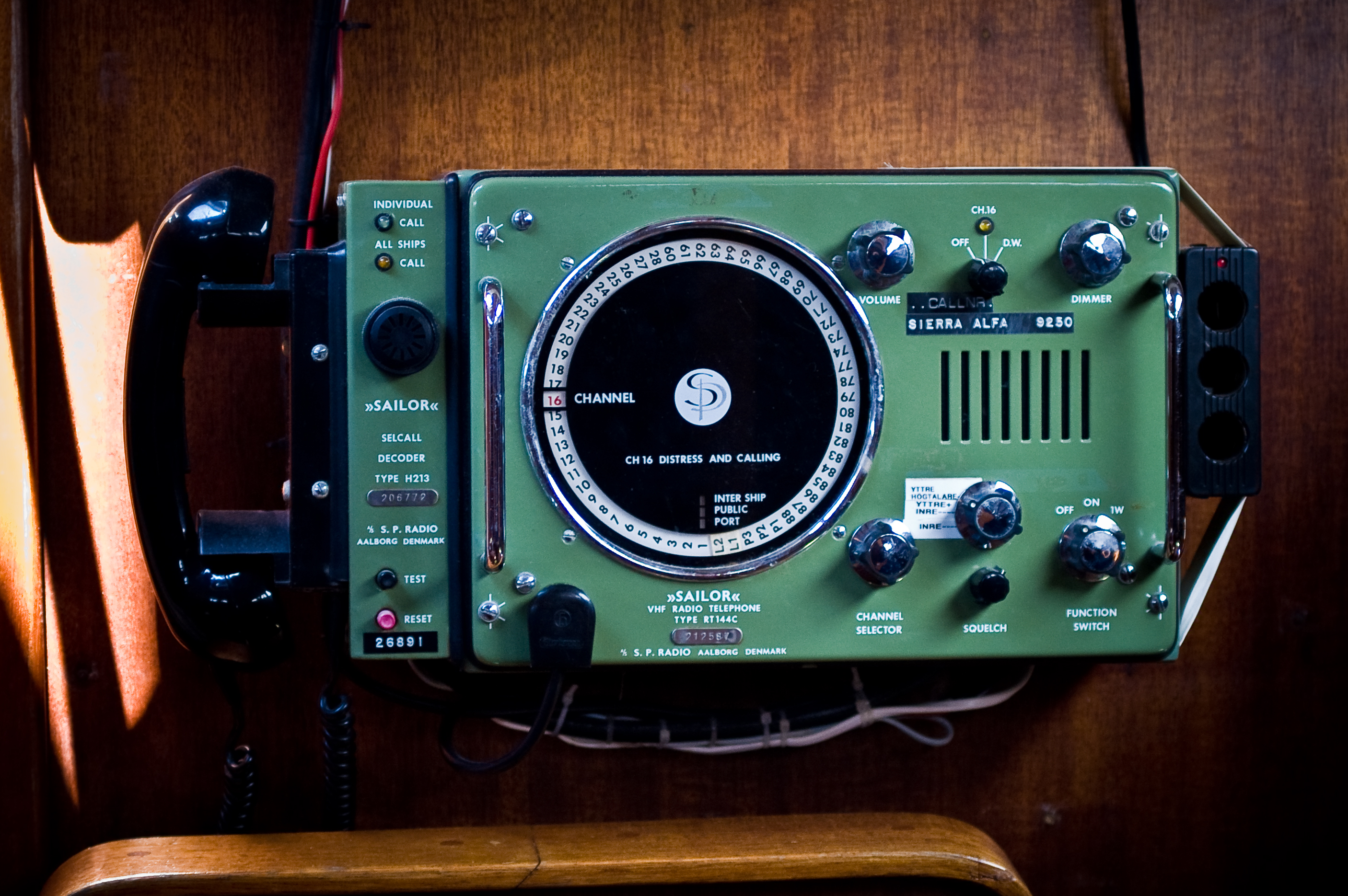
Sailor RT144C amb Selcall

La trucada selectiva o Selcall, és un tipus de protocol de silenciament squelch utilitzat en sistemes de comunicacions per ràdio, en què les transmissions inclouen una ràfega breu de tons d'àudio seqüencials. Els receptors que estan configurats per respondre a la seqüència de tons transmesa obriran el seu squelch, mentre que la resta romandran silenciats.
Selcall és un protocol de senyalització de ràdio que s'utilitza principalment a Europa, Àsia, Austràlia i Nova Zelanda, i continua incorporant-se a equips transceptors comercialitzats en aquestes àrees, en paral·lel a la trucada selectiva digital.

## Detalls
La transmissió d'un codi Selcall implica la generació i enviament seqüencial d'una sèrie de tons audibles predefinits. Tant les freqüències de to com, de vegades, els períodes de to, han de ser coneguts per anticipat tant pel emissor com pel receptor. Cada to predefinit representa un sol dígit. Per tant, una sèrie de tons representa una sèrie de dígits que representen un número. El número codificat en una ràfega de Selcall s'utilitza per adreçar-se a un o més receptors. Si el receptor està programat per reconèixer un nombre determinat, aleshores activarà l'altaveu perquè es pugui escoltar la transmissió; un nombre no reconegut s'ignora i, per tant, el receptor roman silenciat.

### Conjunts de tons

Visualització de tons de Selcall

Un conjunt de tons de Selcall conté 16 tons que representen 16 dígits. Els dígits corresponen als 16 dígits hexadecimals, és a dir, 0-9 i AF. Els dígits AF normalment es reserven per a fins de control. Per exemple, el dígit "E" s'utilitza normalment com a dígit de repetició . Hi ha vuit conjunts de tons de Selcall ben coneguts.
| Dígit | CCIR    | EEA     | EIA     | ZVEI I  | ZVEI II | ZVEI III | DZVEI   | PZVEI   |
| ----- | ------- | ------- | ------- | ------- | ------- | -------- | ------- | ------- |
| 0     | 1981 Hz | 1981 Hz | 600 Hz  | 2400 Hz | 2400 Hz | 2400 Hz  | 2200 Hz | 2400 Hz |
| 1     | 1124 Hz | 1124 Hz | 741 Hz  | 1060 Hz | 1060 Hz | 1060 Hz  | 970 Hz  | 1060 Hz |
| 2     | 1197 Hz | 1197 Hz | 882 Hz  | 1160 Hz | 1160 Hz | 1160 Hz  | 1060 Hz | 1160 Hz |
| 3     | 1275 Hz | 1275 Hz | 1023 Hz | 1270 Hz | 1270 Hz | 1270 Hz  | 1160 Hz | 1270 Hz |
| 4     | 1358 Hz | 1358 Hz | 1164 Hz | 1400 Hz | 1400 Hz | 1400 Hz  | 1270 Hz | 1400 Hz |
| 5     | 1446 Hz | 1446 Hz | 1305 Hz | 1530 Hz | 1530 Hz | 1530 Hz  | 1400 Hz | 1530 Hz |
| 6     | 1540 Hz | 1540 Hz | 1446 Hz | 1670 Hz | 1670 Hz | 1670 Hz  | 1530 Hz | 1670 Hz |
| 7     | 1640 Hz | 1640 Hz | 1587 Hz | 1830 Hz | 1830 Hz | 1830 Hz  | 1670 Hz | 1830 Hz |
| 8     | 1747 Hz | 1747 Hz | 1728 Hz | 2000 Hz | 2000 Hz | 2000 Hz  | 1830 Hz | 2000 Hz |
| 9     | 1860 Hz | 1860 Hz | 1869 Hz | 2200 Hz | 2200 Hz | 2200 Hz  | 2000 Hz | 2200 Hz |
| A     | 2400 Hz | 1055 Hz | 2151 Hz | 2800 Hz | 885 Hz  | 885 Hz   | 825 Hz  | 970 Hz  |
| B     | 930 Hz  | 930 Hz  | 2433 Hz | 810 Hz  | 825 Hz  | 810 Hz   | 740 Hz  | 810 Hz  |
| C     | 2247 Hz | 2400 Hz | 2010 Hz | 970 Hz  | 740 Hz  | 2800 Hz  | 2600 Hz | 2800 Hz |
| D     | 991 Hz  | 991 Hz  | 2292 Hz | 885 Hz  | 680 Hz  | 680 Hz   | 885 Hz  | 885 Hz  |
| E     | 2110 Hz | 2110 Hz | 459 Hz  | 2600 Hz | 970 Hz  | 970 Hz   | 2400 Hz | 2600 Hz |
| F     | 1055 Hz | 2247 Hz | 1091 Hz | 680 Hz  | 2600 Hz | 2600 Hz  | 680 Hz  | 680 Hz  |

### Període del to
Les característiques físiques de la seqüència de tons transmesa estan estrictament controlades. Cada to es genera durant un període predefinit, de l'ordre de desenes de mil·lisegons. Cada to subsegüent es transmet immediatament després de l'anterior durant el mateix període, fins que es completa la seqüència. Els períodes de to típics inclouen: 20 ms, 30 ms (de vegades 33 ms), 40 ms, 50 ms, 60 ms, 70 ms, 80 ms, 90 ms i 100 ms.
Com més llarg sigui el període del to, més fiable serà la descodificació de la seqüència de tons. Naturalment, com més llarg sigui el període del to, més gran serà la durada de la ràfega de to de Selcall; ràfegues més llargues poden ser suficients per obligar l'usuari a fer una pausa abans de parlar, especialment si es fa servir l'esquema ANI d'avantguarda .
Una selecció de període de to típica és de 40 ms, per tant, per a una seqüència de 5 tons això representa una durada total de Selcall de 5 x 40 ms = 200 ms. Això no obstant, això depèn del proveïdor i, per exemple, els transceptors comercials d'Ericsson utilitzen una selecció de període de to de 100 ms, on el primer to és de 700 ms. Els 700 ms s'utilitzen en el primer to i permeten que els transceptors executin un escaneig de tons a diversos canals sense perdre una trucada.

### Repetició
Cada to en una seqüència de Selcall ha de ser únic. Normalment, el dispositiu receptor no pot discriminar entre dos tons consecutius, on la freqüència dels dos tons és la mateixa; és a dir, dos tons consecutius amb la mateixa freqüència es descodificaran com un sol dígit. Per tant, quan hi hagi dos dígits consecutius a transmetre que siguin iguals, el segon dígit serà reemplaçat pel dígit repetit . El dígit repetit gairebé sempre s'assigna com a "E". A la recepció, si el dispositiu receptor descodifica una seqüència que conté un dígit repetit, el substituirà pel dígit anterior, reconstituint així la seqüència original.
Per exemple; la seqüència "12334" en realitat es transmet com a "123E4".
Si una transmissió tingués múltiples repeticions, com "12333", es transmetria com a "123E3" per no tenir el mateix problema novament.

## Implementacions

### Identificació automàtica de números (ANI)
La identificació automàtica de números, o ANI, és un esquema que utilitza Selcall amb finalitats d'identificació. Normalment, cada transceptor mòbil està configurat per transmetre una seqüència Selcall preconfigurada "única dins la xarxa" quan l'usuari prem el botó "PTT" (prémer per parlar), que l'identificarà automàticament davant d'altres dispositius que escolten en la mateixa freqüència dins la xarxa a la que pertanyen.
Hi ha dos esquemes ANI: de vora d'atac i de vora posterior. L'ANI d'avantguarda transmetrà la seqüència Selcall tan bon punt l'usuari premeu el botó PTT. L'ANI de vora posterior transmetrà la seqüència Selcall tan bon punt l'usuari deixi anar el botó PTT. Algunes implementacions de Selcall utilitzen el darrer dígit de la seqüència de Selcall per indicar algun tipus d'estat o condició, per exemple, emergència o coacció. Tant els dispositius de transmissió com els de recepció estan configurats de manera que atribueixen el mateix significat a cadascun dels codis d'estat. Sovint, un dispositiu que descodifica un estat determinat pot mostrar un missatge predefinit per alertar l'usuari.
Junts, ANI i l'estat proporcionen una manera convenient de transmetre informació ràpidament a través de la xarxa de ràdio, sense que l'usuari hagi de parlar. Per exemple, un paramèdic d'una ambulància en servei, quan es trobar amb alguna emergència, pot simplement prémer i deixar anar el botó PTT del transceptor per assenyalar la seva situació a la base. L'ANI identificarà la persona que truca, i el codi d'estat indicarà l'escenari, així l'estació base pot enviar assistència segons calgui.

### Bretxa d'estatus
Una variació de la transmissió Selcall que inclou un codi d'estat és que el dispositiu de transmissió insereix un o dos períodes de silenci entre els tons anteriors i el to d'estat; l'anomenat interval d'estat. Una altra variació és perllongar el to d'estat per un altre període de to; l'anomenat to d'estat de dos períodes de to.

## Implementacions propietàries
El nom de Motorola és Select 5 als pamflets comercials d'equips obsolets comercialitzats a Europa com els mòbils Syntor, els mòbils Syntor X, els mòbils Mitrek, els mòbils Mostar i els mòbils Maxar.

### Com a identificador PTT
| Modat                                                                              |
|                                                                                    |
| Example of simulated pick up and delivery truck radio traffic using Modat unit ID. |
|                                                                                    |

Un format propietari similar de Motorola utilitzava una seqüència de set tons i es deia MODAT. els transceptors amb aquesta opció es van comercialitzar als EE. UU. durant les dècades de 1970 i 1980. Els codificadors MODAT en els transceptors Motorola es poden configurar per enviar seqüències de cinc tons amb grups de codi compatibles amb CCIR, ZVEI o el format seqüencial de set tons propietari de Motorola. Aquests sistemes envien seqüències de tons per identificar una unitat (ID d'unitat) en lloc de fer trucades selectives. Alguns sistemes utilitzen CTCSS i MODAT. En una aplicació d'identificació d'unitat, cada transceptor té un codi diferent de cinc o set tons. Cada cop que es pressiona el botó PTT, es transmet la seqüència de tons. Aquest codi es mostra a la consola de despatx per identificar quina unitat ha trucat. En alguns casos, el codi es tradueix a un número de vehicle o un altre identificador.